# Рижівка (пункт контролю)
51°15′4″ пн. ш. 34°14′59″ сх. д. / 51.25111° пн. ш. 34.24972° сх. д.
Ри́жівка — пункт пропуску через державний кордон України на кордоні з Росією.
Розташований у Сумській області, Білопільський район, поблизу однойменного села на автошляху Т 1906. З російського боку знаходиться пункт пропуску «Тьоткіно», Глушківський район, Курська область на автошляху місцевого значення у напрямку Глушково.
У селі діє два пункти пропуску. Вид пункту пропуску обидвох — автомобільний. Статус пункту пропуску одного — міждержавний; іншого — місцевий (цілодобовий).
Характер перевезень першого — пасажирський, вантажний; другого — тільки пасажирський.
Окрім радіологічного, митного та прикордонного контролю, перший пункт пропуску «Рижівка» може здійснювати фітосанітарний, ветеринарний та екологічний контроль.
Інший лише радіологічний, митний та прикордонний контроль.
Пункт пропуску «Рижівка» входить до складу митного посту «Білопілля» Сумської митниці. Код пункту пропуску — 80506 04 00 (21).